# Lozna (okręg Botoszany)
Lozna – wieś w Rumunii, w okręgu Botoszany, w gminie Lozna. W 2011 roku liczyła 944 mieszkańców.